# Marie Cuttoli
Marie Cuttoli (née Marie-Mathilde-Pétronille Bordes à Tulle le 8 novembre 1879 et morte à Antibes le 23 mai 1973) est une collectionneuse et une entrepreneuse française. Créatrice de la maison de mode, de tapis et de décoration MYRBOR, elle est également l'une des mécènes de la « tapisserie moderniste »,.

## Biographie

### Enfance
Marie Cuttoli et sa famille sont originaires de Tulle ; ils déménagent à Paris alors qu’elle est adolescente.

### Carrière
Vers 1910, Marie Cuttoli est en couple avec son avocat Paul Cuttoli, député au parlement de Constantine. Le ménage vit alors entre l'Algérie et la France. Elle s'investit afin de développer la production de broderie et de tapis en Algérie. Vers 1920, elle installe un atelier dans son palais algérien Dar Meriem pour enseigner le métier aux femmes du pays. Leurs œuvres sont ensuite vendues aux maisons de haute couture parisiennes. En 1922, elle crée à Paris la maison Myrbor (abréviation de son nom de jeune fille), une maison de couture, également galerie de tapis et d'objets de design dont la décoration est conçue par Jean Lurçat. Cette maison est située rue Vignon, proche de la Madeleine, qui comprend à l'époque des marchands d'art établis comme Daniel-Henry Kahnweiler,. La Maison Myrbor produit des robes brodées et appliquées, certaines conçues par Natalia Goncharova,.
En 1925, des tapis modernes sont exposés et bien reçus à l'Exposition internationale des arts industriels et décoratifs modernes. La maison inaugure un département décoration d'intérieur et organise d'importantes expositions de peinture pour des artistes tels que Salvador Dalí et Francis Cyril Rose.
En 1927, Marie Cuttoli commande des dessins de tapisserie à Georges Braque, Fernand Léger, Joan Miró et Pablo Picasso. L'année suivante, elle décide de se consacrer à la relance de l'industrie de la tapisserie d'Aubusson, et encourage les autres artistes de l'avant-garde de l'époque à faire tisser des tapisseries à partir de leurs tableaux. Ceux-ci incluent Raoul Dufy, Le Corbusier, Lurçat, Henri Matisse et Rouault. Marie Cuttoli collabore ensuite avec la galerie Jeanne Bucher, puis avec la galerie Lucie Weill & Seligmann.
Parmi ses clients, on peut citer l'industrielle des cosmétiques Helena Rubinstein, qui, dans les années 1930, aménagea son triplex du 24 quai de Béthune (île Saint-Louis) avec des tapis Myrbor réalisés à partir de dessins de Jean Lurçat et de Pablo Picasso.
Elle présente à New York en 1936 une dizaine de ces tapisseries modernes, qui rencontrent un certain succès. En 1939, elle prête plusieurs œuvres au San Francisco Museum of Art pour une exposition temporaire qui se prolongera de façon itinérante du fait de la Seconde Guerre mondiale et de la fermeture des frontières.

## Vie privée
En 1912 elle épouse Paul Cuttoli, homme politique français d'origine algérienne et sénateur socialiste radical. Il fait construire pour elle un palais à Philippeville, en Algérie, baptisé Dar Meriem,,,. Leur domicile parisien situé au 55 rue de Babylone est devenu par la suite la maison d'Yves Saint Laurent et de son compagnon Pierre Bergé. En 1924, elle rencontre le physiologiste Henri Laugier avec qui elle partage sa passion de l’art moderne ; ils constitueront à deux une importante collection d'œuvres contemporaines.

## Héritage
Amis proches de Picasso et d’autres artistes contemporains, Marie Cuttoli et Henri Laugier ont collectionné les œuvres de Picasso, Braque, Dufy ou encore Léger. Cette collection d'œuvres cubistes a été donnée au musée national d'Art moderne. La donation de Cuttoli-Laugier en 1969 au même musée comprenait une collection d'œuvres de Picasso.
En 2020, la fondation Barnes, à Philadelphie, lui consacre une exposition : Marie Cuttoli: The Modern Thread from Miró to Man Ray.